# Красный Май (Павловский район)
Красный Май — посёлок в Павловском районе Алтайского края. Административно относится к Павлозаводскому сельсовету.

## География
Село расположено на краю Касмалинского ленточного бора в 9 км от районного центра — села Павловск.

## История
Основан в 1921 году. В 1926 году состоял из 22 хозяйств. В национальном составе населения того периода преобладали русские. В административном отношении входил в состав Чернопятовского сельсовета Павловского района Барнаульского округа Сибирского края.

## Население
| 1926 | 1997 | 1998 | 1999 | 2000 | 2001 | 2002 | 2003 | 2004 |
| ---- | ---- | ---- | ---- | ---- | ---- | ---- | ---- | ---- |
| 114  | ↗214 | →214 | ↗216 | ↘213 | ↗214 | ↗235 | ↘222 | ↘213 |
| 2005 | 2006 | 2007 | 2008 | 2009 | 2010 | 2011 | 2012 | 2013 |
| ↗215 | ↗224 | ↘223 | →223 | ↗232 | ↘213 | ↘212 | ↘210 | ↗219 |

Национальный состав
Согласно результатам переписи 2002 года, в национальной структуре населения русские составляли 95 %.